# August Loth
August Karol Loth (ur. 12  czerwca 1869 w Warszawie, zm. 9 stycznia 1944 tamże) – polski duchowny ewangelicki i działacz społeczny, organizator i prezes Towarzystwa Polskiej Młodzieży Ewangelickiej. 

## Życiorys

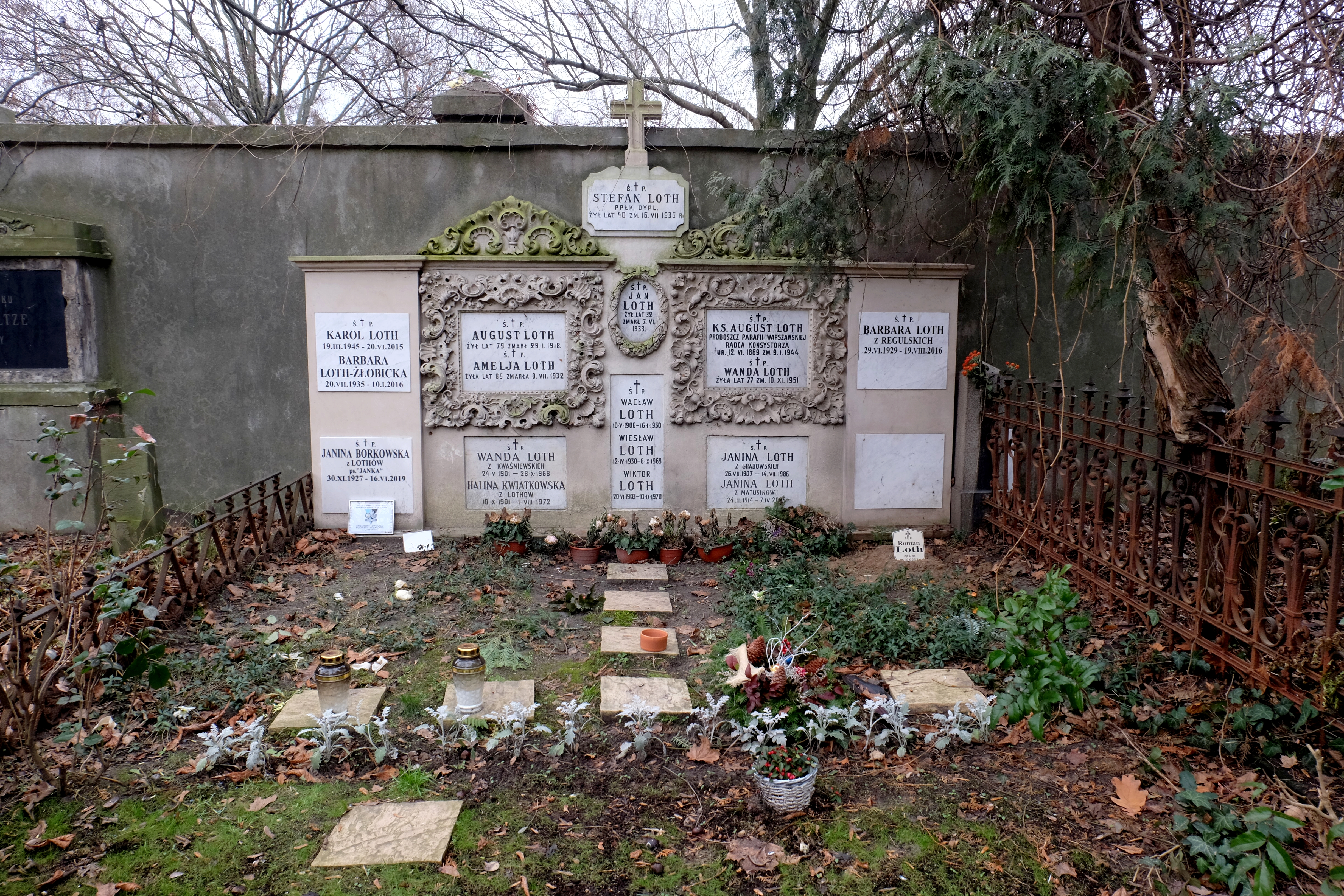
Grób ks. Augusta Lotha na cmentarzu ewangelicko-augsburskim w Warszawie

W 1892 ukończył studia teologiczne w Dorpacie, następnie pełnił posługę duszpasterską w Grodźcu i Rawie Mazowieckiej. Był  drugim, a następnie od 1910 pierwszym proboszczem parafii Świętej Trójcy w Warszawie z którą związany był przez blisko 45 lat.  W latach 1919–1925 piastował funkcje prezesa klubu sportowego KS Polonia, a następnie prezesa honorowego. Od 1923 był radcą konsystorza, a w latach 1937–1939 seniorem diecezji warszawskiej. Po wybuchu II wojny światowej aresztowany przez okupanta niemieckiego został w tym samym roku zwolniony z więzienia.
19 marca 1931 „za zasługi na polu wychowania fizycznego i rozwoju sportu” został odznaczony przez Prezydenta RP Ignacego Mościckiego Złotym Krzyżem Zasługi. Był ojcem Stefana Augusta, Jana Tadeusza oraz Wacława (1906–1950).
Został pochowany na cmentarzu ewangelicko-augsburskim w Warszawie (aleja F, grób 34).